# National Society for Promoting Religious Education
La National Society for Promoting Religious Education devenue en 2006 The Church of England Education Office (CEEO), est une association britannique qui a joué un rôle important dans l'histoire de l'éducation en Angleterre et au Pays de Galles.
Elle promeut les écoles paroissiales et l'éducation chrétienne en accord avec l'Église établie. Historiquement, elle était en forte concurrence avec l'organisation non conformiste British and Foreign School Society. Toutes deux promouvaient l'école mutuelle, dans lequel quelques enseignants rémunérés travaillaient avec des étudiants seniors qui à leur tour enseignaient aux étudiants juniors. La National Society était fortement soutenue par le clergé anglican, les universités d'Oxford et de Cambridge et l'Église établie. Les protestants non-conformistes s'y opposaient fortement.

## Histoire
La National Society est fondée le 16 octobre 1811 sous le nom de « National Society for Promoting the Education of the Poor in the Principles of the Established Church in England and Wales » . L'Église d'Angleterre, en tant que religion d'État, fixe comme objectif de la nouvelle organisation que « la religion nationale doit devenir le fondement de l'éducation nationale et être la première et la principale chose enseignée aux pauvres, selon l'excellente Liturgie et le catéchisme assurés par notre Église ». L'un des principaux fondateurs est Joshua Watson. La formation et les premiers fonctionnements de la National Society sont à l'origine de la politique éducative libérale fondée dans les années 1830.
Historiquement, les écoles établies par la National Society sont appelées National Schools, par opposition aux « écoles britanniques » non confessionnelles fondées par la British and Foreign School Society.
A la suite du succès du mouvement des écoles du dimanche, le principe de l'école mutuelle est développé presque simultanément par Andrew Bell et Joseph Lancaster. Bell est membre du clergé de l'Église d'Angleterre et mene une expérience avec une école mutuelle à Madras qu'il décrit dans An Experiment in Education en 1797. Utilisant ce système et en opposition à la Société Lancastrienne non confessionnelle, l'Église d'Angleterre crée la National Society pour la promotion de l'éducation des pauvres selon les principes de l'Église établie. Ce système dominera l'éducation populaire pendant 50 ans.